# اینوویک
اینوویک (به انگلیسی: Inuvik) یک شهرک در کانادا است که در Inuvik Boot Lake واقع شده‌است. اینوویک ۳٬۲۴۳ نفر جمعیت دارد و ۱۵ متر بالاتر از سطح دریا واقع شده‌است.